# Anelasticità (economia)
Il concetto di anelasticità, in economia, si manifesta come caso limite del concetto di elasticità.
L'elasticità è la variazione della quantità richiesta di un prodotto al variare del suo prezzo.
Nel caso di anelasticità, a determinate variazioni del prezzo corrispondono variazioni di intensità minore di domanda richiesta dal mercato. 
In un diagramma cartesiano che rappresenti sulle ascisse ("x") il prezzo di un prodotto e sulle ordinate ("y") la domanda del prodotto in un dato periodo di tempo, la curva della domanda risulterà essere una retta orizzontale, ovvero il grafico della relazione matematica {\displaystyle y=k} con k costante.